# Перотен
Перотен (на френски: Pérotin) е европейски композитор, живял през 12 и началото на 13 век във Франция. Той е най-известният възпитаник на училището по полифония към катедралата Света Богородица в Париж. Той е един от малкото средновековни композитори, чиито творби не са станали анонимни.

## Стил и творби
Перотин композира органуми - най-ранния тип полифонична музика. По-ранната европейска музика като грегорианските песнопения е монофонична. В неговите произведения за пръв път се използват терците и квартите. Характерно за музиката му е и постепенното приближаване към метрума.
Известните композиции на Перотин са четиригласните „Viderunt omnes“ и „Sederunt principes“; двугласните „Alleluia, Posui adiutorium“, „Alleluia, Nativitas“ и още девет, които за които се смята че са негови, всички в стила органум; двугласните „Dum sigillum summi Patris“ и монофоничната секвенция „Beata viscera“.
Композициите на Перотин са запазени в „Magnus Liber“ - „Великата книга“ на ранната полифонична църковна музика, която се съхранява в колекцията на катедралата Света Богородица в Париж.
За живота на Перотин не се знае почти нищо, освен, че годините му на активност са в края на 12 век.

## Произведения
- Viderunt omnes (1199)
- Sederunt principes (1200)
- Alleluia Posui adjutorium
- Alleluia Nativitas
- Révision du Magnus Liber Organi (1210)
- Dum sigillum summi Patris
- O Maria
- Beata viscera (ок. 1220)